# Chourgnac
Chourgnac (còn được viết Chourgnac d'Ans) là một xã, nằm ở tỉnh Dordogne vùng Aquitaine của Pháp. Xã này có diện tích 6,96 kilômét vuông, dân số năm 2006 là 68 người. Xã nằm ở khu vực có độ cao trung bình 211 m trên mực nước biển.

## Hành chính
| Danh sách các xã trưởng                |            |                      |      |               |
| Giai đoạn                              | Giai đoạn  | Tên                  | Đảng | Tư cách       |
| 1996                                   | mars 2008  | Gilbert Mournaud     | -    | -             |
| tháng 3 năm 2008                       | đương chức | Annick Queyroi-Dunas | PS   | nhà giáo dụce |
| Tất cả các dữ liệu trước đây không rõ. |            |                      |      |               |

## Thông tin nhân khẩu
| Năm    | 1962 | 1968 | 1975 | 1982 | 1990 | 1999 | 2006 |
| ------ | ---- | ---- | ---- | ---- | ---- | ---- | ---- |
| Dân số | 113  | 94   | 71   | 72   | 71   | 56   | 68   |